# Engelse tuin

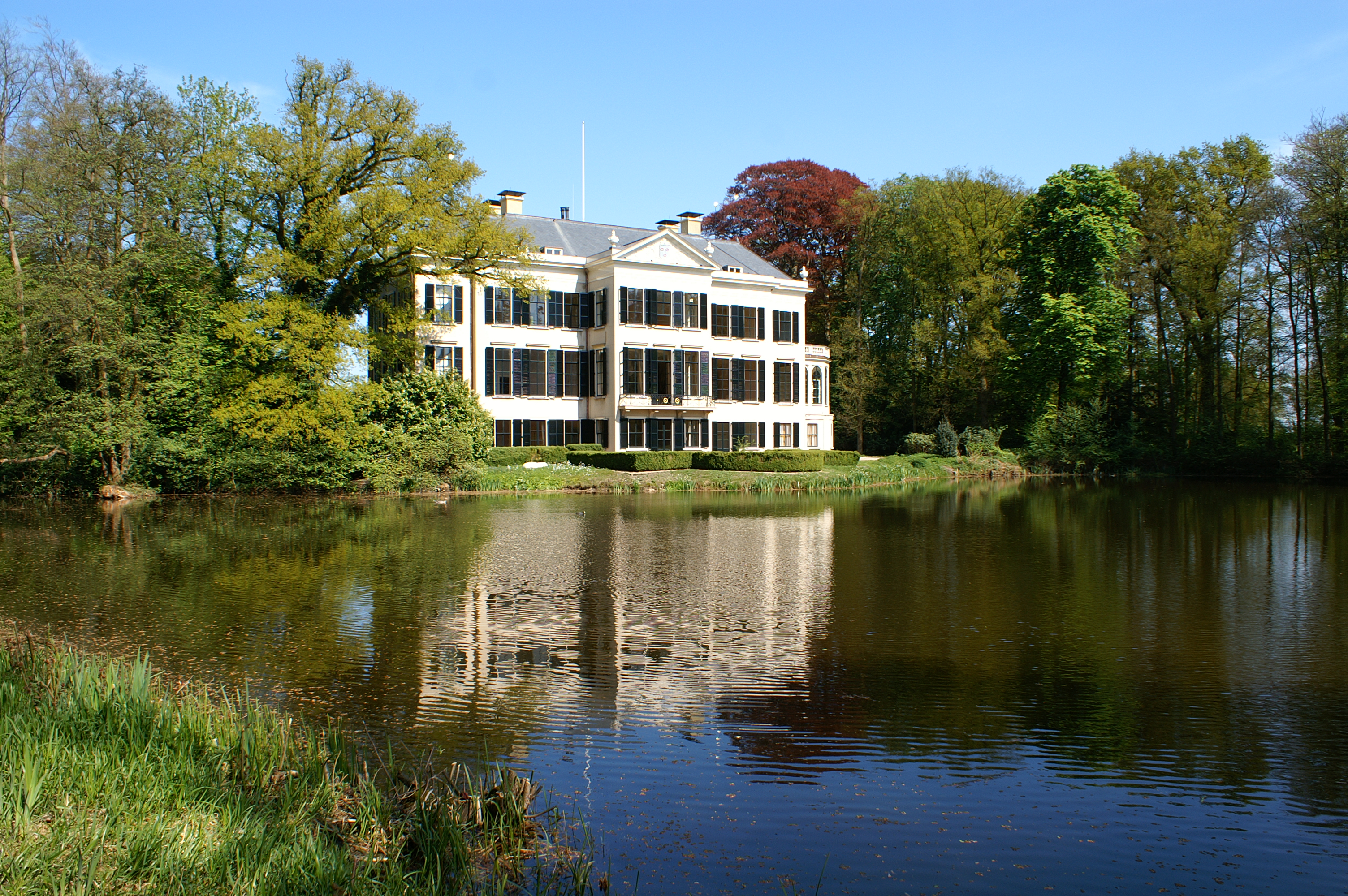
Landschapspark kasteel Broekhuizen te Leersum (bb)

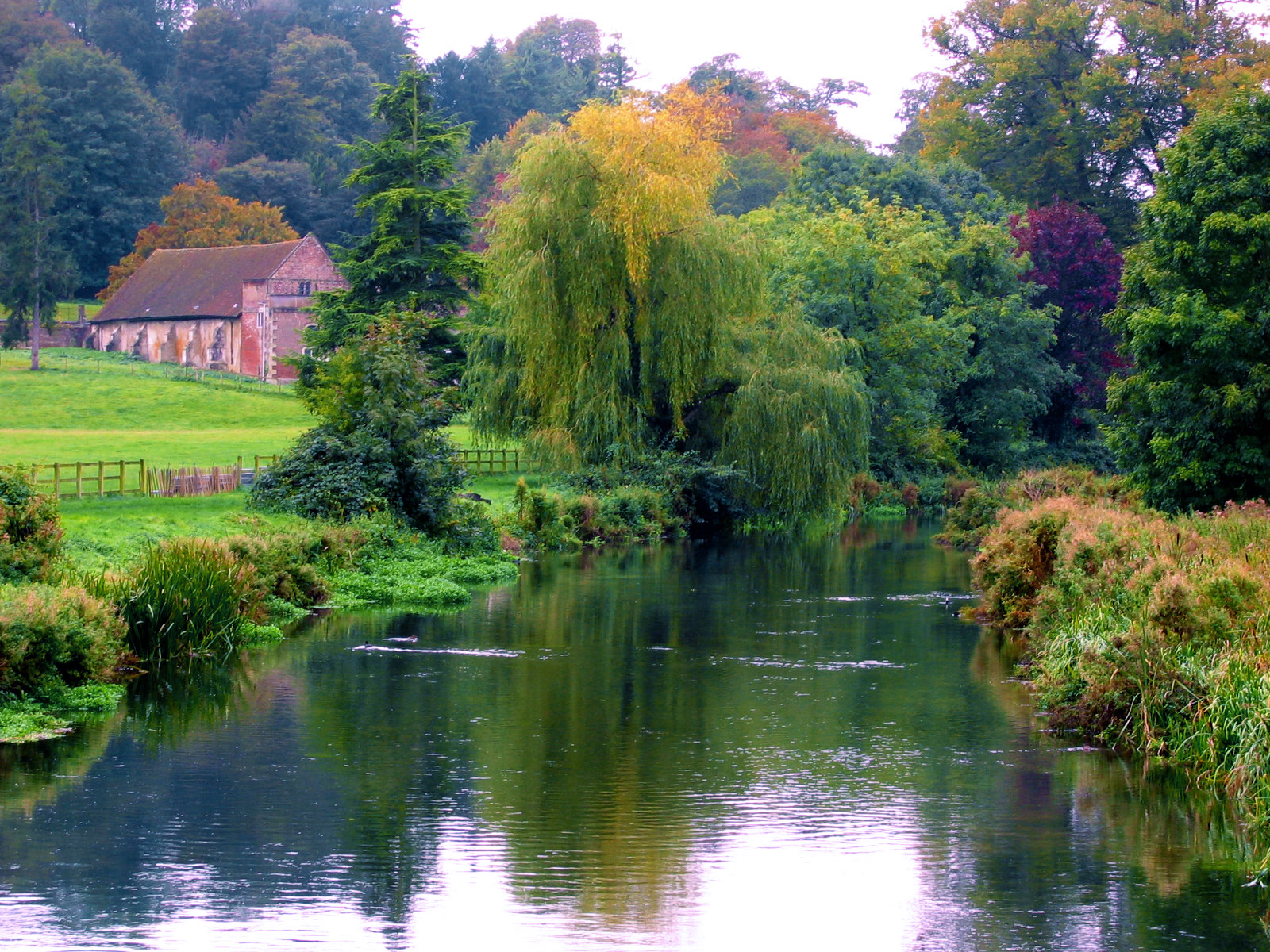
Engelse tuin in het Engelse Wilton

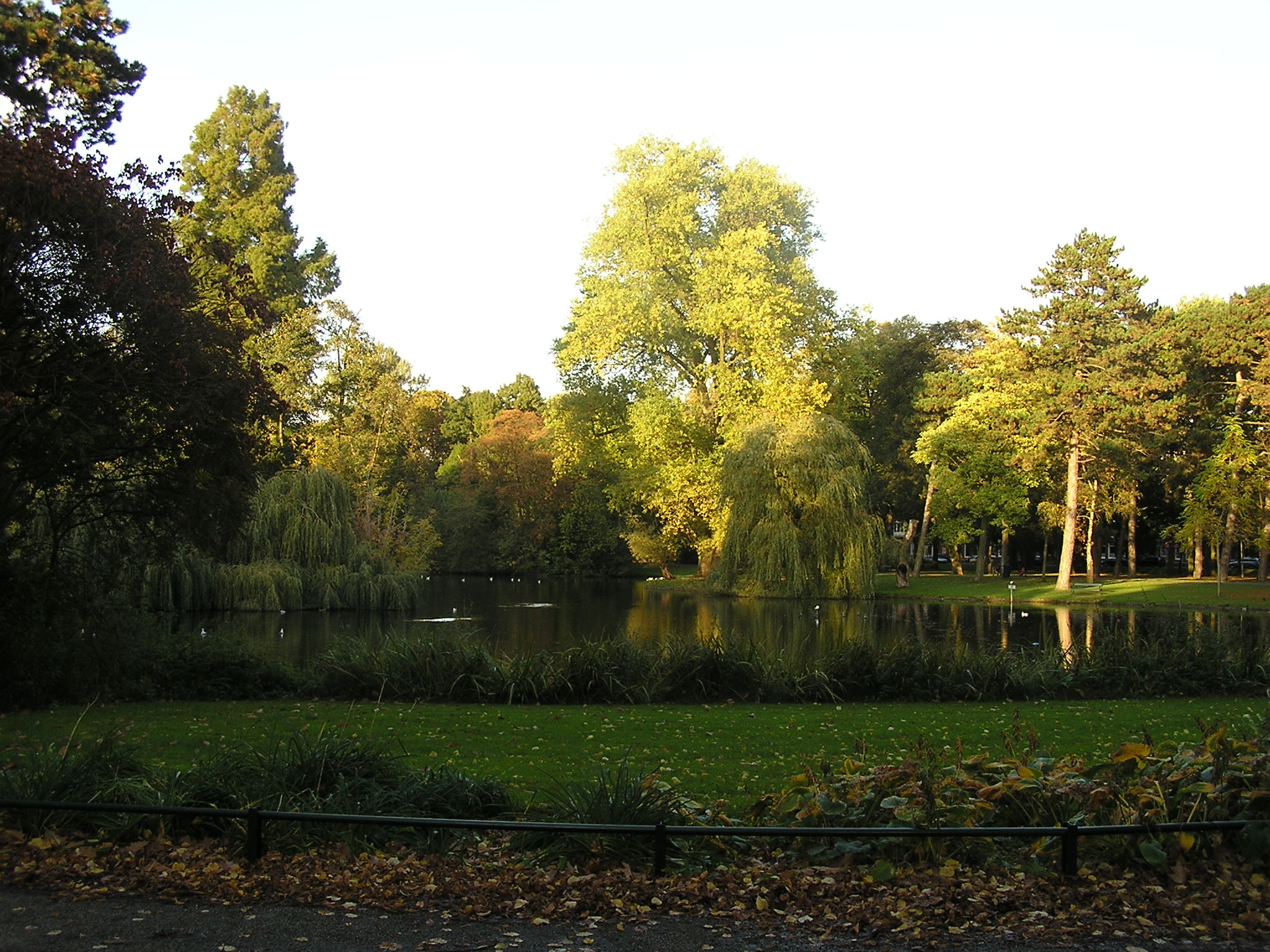
Het Wilhelminapark in Utrecht, een voorbeeld van een Engelse tuin

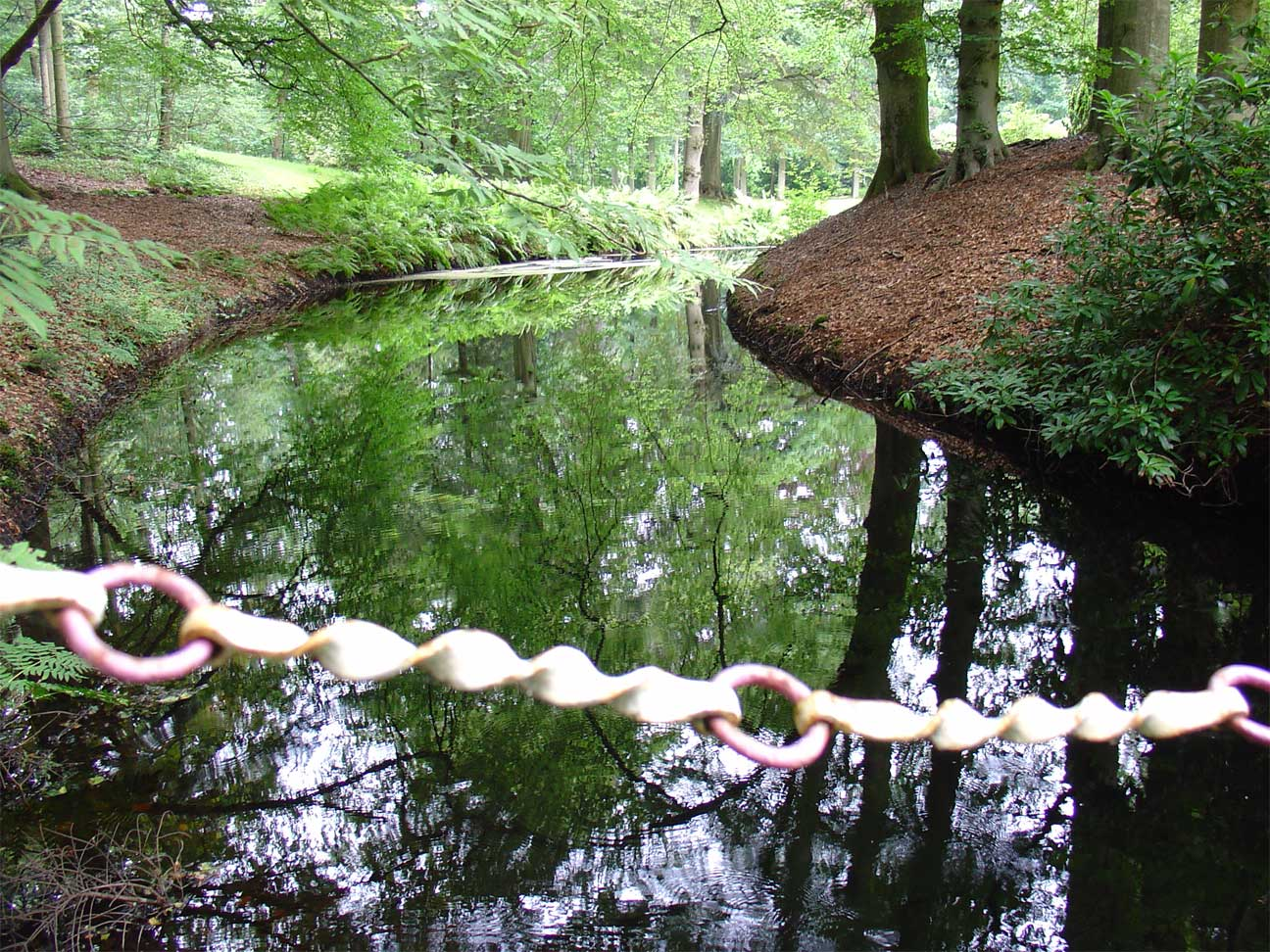
Oranjestein in Oranjewoud

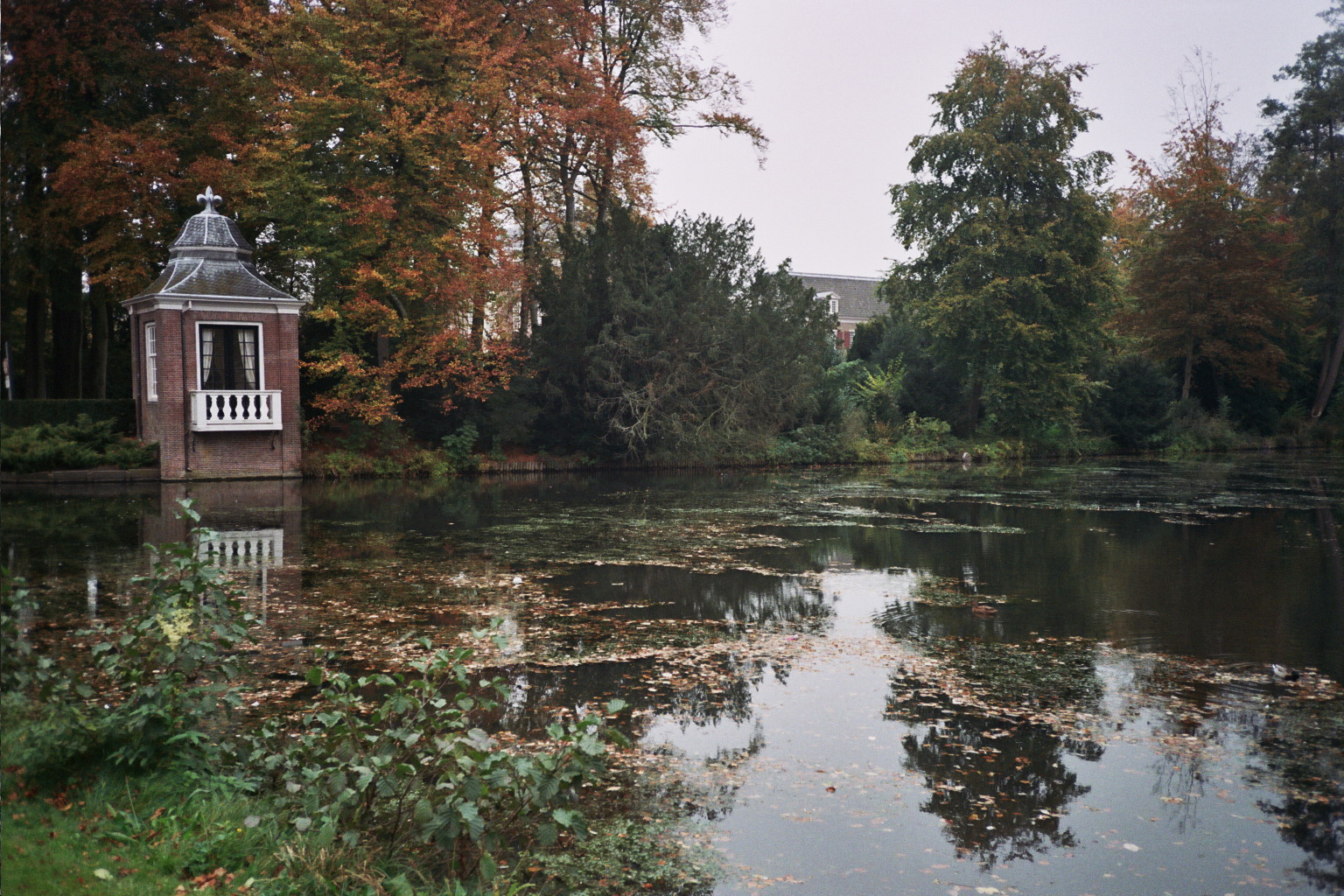
Engelse landschapstuin bij Slot Zeist

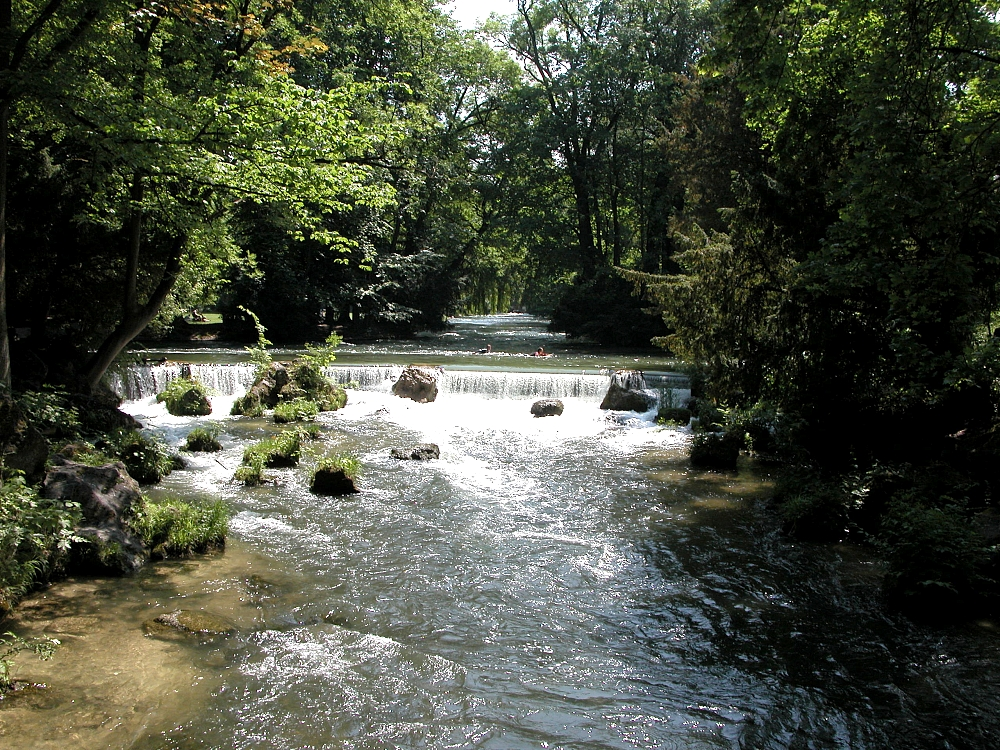
Waterstroom in Engelse tuin bij München in Duitsland

Een Engelse tuin is een landschapstuin in de Engelse landschapsstijl, die in de mode kwam in de tweede helft van de achttiende eeuw en het begin van de negentiende eeuw.
De Engelse tuin verschilt volledig van zijn tegenhanger, de Franse tuin. Men stapte af van het idee dat de natuur beheerst moest worden door de mens. De Engelse tuinen werden aangelegd zonder symmetrie en evenwicht. Er werden nog wel sobere paviljoentjes opgetrokken, maar beeldhouwwerken werden schaars. Het concept leunt op een voorstelling van romantische, parkachtige landschappen met verrassende doorkijkjes, gestalte gegeven door de aanleg van grasvelden, liefst op heuvelachtig terrein, omgeven en afgewisseld met boomgroepen. Ook water vormt een belangrijk onderdeel van deze populaire vorm van landschapsaanleg. Er worden vaak kunstmatige meertjes aangelegd. Veel mensen vinden de Engelse tuin natuurlijker overkomen. In werkelijkheid groeien er vaak veel exoten.
In de tweede helft van de 18e eeuw was er veel belangstelling voor China en Japan in Europa. De natuurlijke stijl van de Engelse tuin en Engelse landschapsstijl lijkt voor een deel overgenomen van de grillige en asymmetrische Chinese tuin en Japanse tuin. Het materiaal en gebruik van beplanting is hier echter anders.

## Bekende Engelse tuinen en parken

### België
- Park van het kasteel van Belœil (1773-1775)
- Domein Drie Fonteinen in Vilvoorde (Walckiers, 1778)
- Nationale Plantentuin van België (1797)
- Tuin van het Koninklijke Kasteel van Laken (1781)
- Park van het kasteel van Heks (1778)
- Park van de commanderij van Alden Biesen (Henry, 1785-1786)
- kasteelpark van Wespelaar (Artois-Verlat-Henry, 1797)
- Sint-Donatuspark in Leuven (1869-1875)
- Citadelpark te Gent (1875)
- Park van Laken (1876-1880)
- Josaphatpark in Schaarbeek (1904)
- Park van het kasteel van Wannegem-Lede
- park van het kasteel van Loppem
- Abdij van Herkenrode bij Hasselt, Belgisch-Limburg
- Kasteeltuin Hof ter Saksen, Beveren-Waas
- Koningin Astridpark in Brugge
- Stadspark (Antwerpen) (1867-1869)

### Nederland
- Landschapspark (ontwerp Zocher) Kasteel Broekhuizen in Leersum
- Vondelpark in Amsterdam
- Sarphatipark in Amsterdam
- Florapark in Amsterdam
- Engelse Tuin op Begraafplaats Zorgvlied in Amsterdam
- Oranjepark in Apeldoorn
- Prinsenpark in Apeldoorn
- Park Sonsbeek in Arnhem
- Landgoed het Haveke in Eefde
- Volkspark in Enschede
- Van Bergen IJzendoornpark in Gouda
- Noorderplantsoen in Groningen
- De Overtuin (Haastrecht)
- Engelse Tuin in Harlingen
- Tuin van Epema State in IJsbrechtum
- Prinsentuin (Leeuwarden)
- Keukenhof in Lisse
- Delen van het Stadspark Maastricht
- Park Kalheupink in Oldenzaal
- Donckse Bos in Ridderkerk
- Het Park in Rotterdam
- Slochterbos behorend bij de Fraeylemaborg te Slochteren
- Wilhelminapark in Sneek
- Park Rams Woerthe in Steenwijk
- Engelse Tuin Chateau Holtmuhle in Tegelen
- De Elzenpasch in Tiel
- Wilhelminapark in Utrecht
- Zuidelijk deel van het Julianapark in Utrecht
- Park Oldruitenborgh in Vollenhove
- park rond Slot Zeist bij Zeist
- Engelse Werk in Zwolle
- Botanische Tuin Kerkrade

### Andere landen
- Paleistuin van Buckingham Palace, Londen
- Los jardines del Buen Retiro, Madrid
- Stourhead, in Wiltshire (Engeland)
- Englischer Garten, München
- Parc botanique de Haute Bretagne, France
- Als onderdeel van de tuin van het Paleis van Caserta, Napels
- Kew Gardens, Richmond

## Architecten van Engelse tuinen
- Stephen Switzer (1682-1745), Nobleman's, Gentleman's and Gardener's recreation
- William Kent (1685-1748)
- William Shenstone (1714 - 1763)
- Charles Bridgeman
- Capability Brown (1716-1783)
- Benjamin Thompson (1753 – 1814)
- Lucas Pieters Roodbaard (1782 - 1851)
- Jan David Zocher (1791 - 1870)
- Egidius Rosseels (1800 - 1877)
- Eduard Petzold (1815 - 1891)
- Gerrit Vlaskamp (1834 - 1906)
- Liévin Rosseels (1843 - 1921)
- Leonard Springer (1855-1940)
- Dirk Tersteeg (1876-1942)
- Lodewijk Wilhelmus Copijn (1878 - 1945)